# Hoja de aguacate

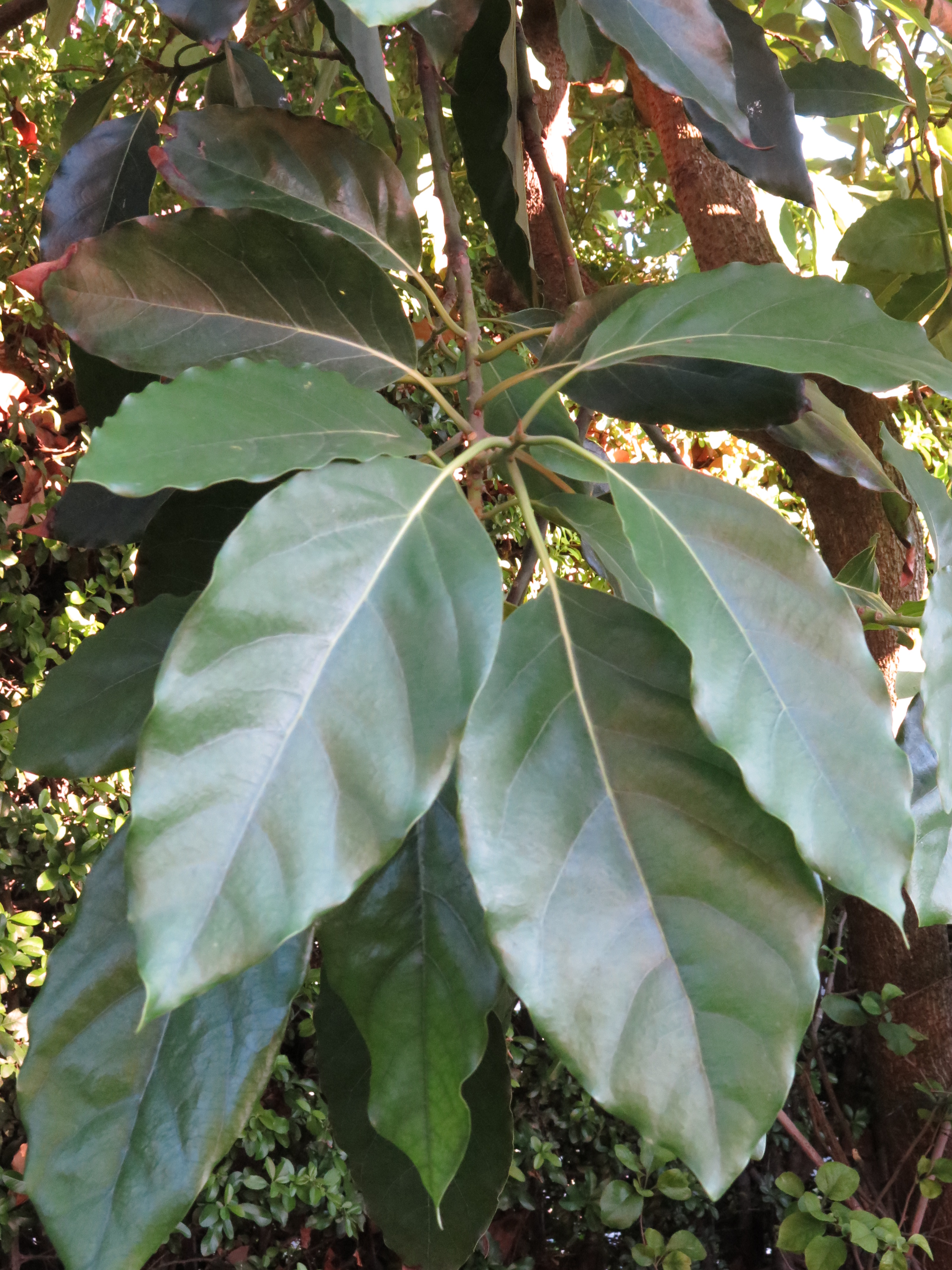
Hojas de aguacate.

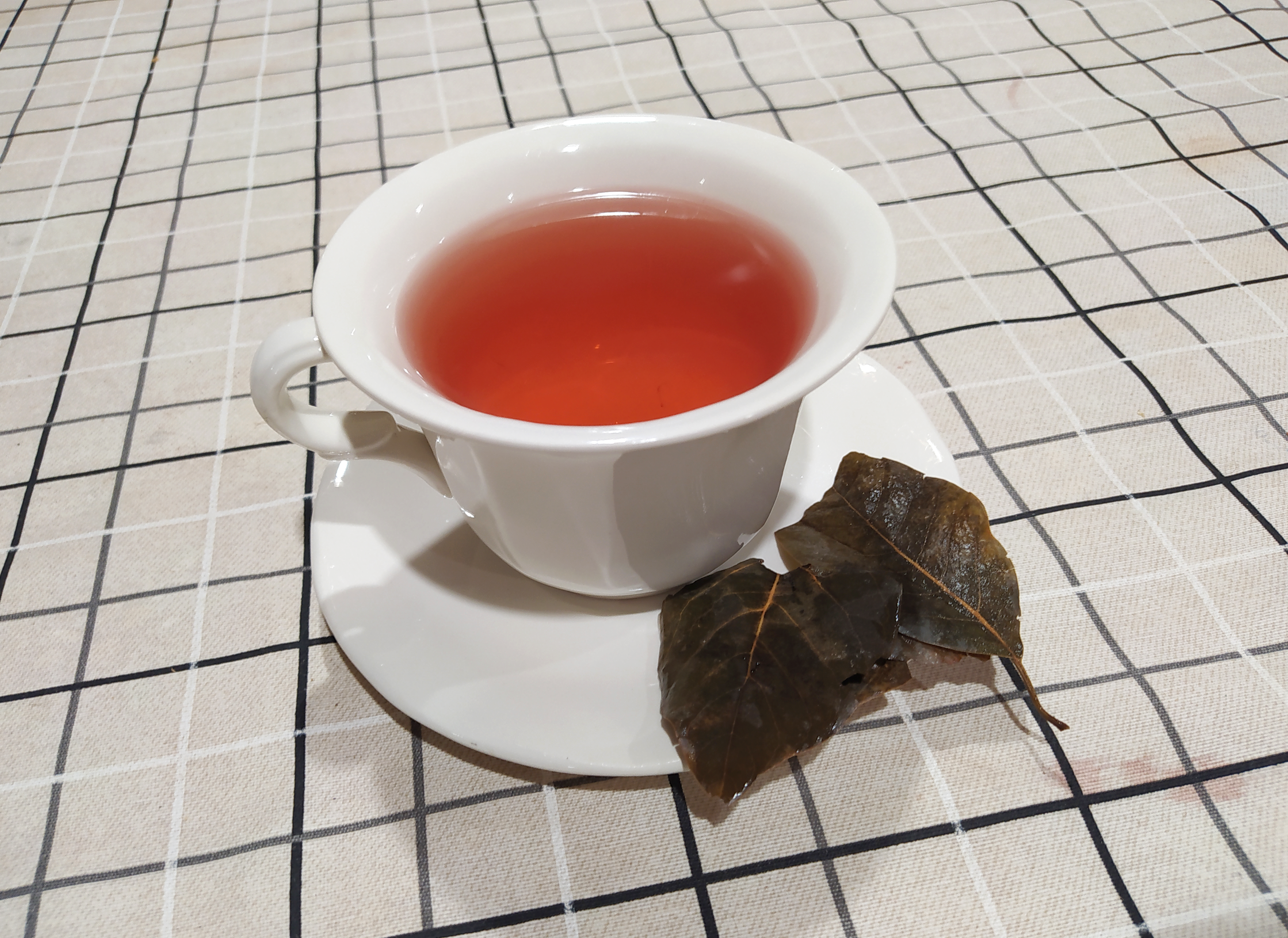
Infusión de hoja de aguacate.

La hoja del aguacate, hoja de palta o quilaguacate (del náhuatl, quilitl ahuacatl «hoja de aguacate») es la hoja de la especie Persea americana, un saborizante y aromatizante usado en la gastronomía mexicana, además de planta medicinal. Su aroma recuerda a su fruto, el aguacate o palta, y contiene menos grasas y más proteínas, fibra y minerales que éste. El color de las hojas de aguacate varía de rojizo (inmadura) a verde oscuro y brillante (madura), obsérvese la foto. Se usan frescas o secas, y se incluyen en los guisos para darles un nuevo matiz, igual que las hojas del laurel. De hecho, ambas plantas son de la misma familia, las lauráceas. No obstante, la hoja de aguacate es considerablemente más grande, de 10 a 12 cm, y más ovalada. También se usan en caldos, salsas y marinadas. Su sabor es un tanto anisado, suave igual que su fruto, y similar al epazote, pues se usa mucho como sustituto.
La hoja de aguacate también se suele infusionar. La infusión de hoja de aguacate tiene varias propiedades asociadas, como antioxidante, digestivo, analgésico frente a los dolores menstruales, aliviar la tos y la acidez estomacal. También se relaciona con la eliminación de glucosa de la sangre, por lo que se recomienda para personas con diabetes. Sin embargo, se desaconseja para mujeres embarazadas o lactantes.
Es muy apreciada en varias cocinas regionales de México, como la chiapaneca, la poblana y la oaxaqueña. Es frecuente encontrarlo en barbacoas mexicanas y mixiotes. Para el mole amarillo y mole negro oaxaqueño las hojas se asan y se muelen. En Veracruz se le llama quilaguacate, voz náhuatl.
En farmacología, la hoja de aguacate se considera una planta medicinal y se emplea como antiinflamatorio, antidiarréico, astringente, antiséptico y vermífugo. La medicina tradicional indígena de México usa el quilaguacate para combatir lombrices intestinales y otras enfermedades del sistema digestivo. También se usa para el insomnio, estreñimiento, dolor de cabeza, de muelas, menopausia, lumbago, piedras del riñón e hipertensión.